# Llista d'alcaldes de Mollet del Vallès
Relació d'alcaldes de Mollet del Vallès des de 1821 fins a l'actualitat:
| #  | Alcalde | Alcalde                      | Inici de mandat        | Fi de mandat           | Partit polític                  | Partit polític                          |
| -- | ------- | ---------------------------- | ---------------------- | ---------------------- | ------------------------------- | --------------------------------------- |
| 1  |         | Josep Butjosa                | 13 de juny de 1821     | 6 de maig de 1831      |                                 |                                         |
| 2  |         | Bonaventura Pujol            | 6 de maig de 1831      | 27 de juliol de 1836   |                                 |                                         |
| 3  |         | Joan Ferran                  | 27 de juliol de 1836   | 16 d'octubre de 1836   |                                 |                                         |
| 4  |         | Antoni Tintó                 | 16 d'octubre de 1836   | 4 d'agost de 1839      |                                 |                                         |
| -  |         | Joan Ferran                  | 4 d'agost de 1839      | 11 d'agost de 1839     |                                 |                                         |
| 5  |         | Vicenç Duñó                  | 11 d'agost de 1839     | 2 de febrer de 1841    |                                 |                                         |
| 6  |         | Joan Mutgé                   | 2 de febrer de 1841    | 26 de desembre de 1841 |                                 |                                         |
| 7  |         | Francesc Planas              | 26 de desembre de 1841 | 11 de desembre de 1842 |                                 |                                         |
| 8  |         | Josep Cladellas              | 11 de desembre de 1842 | 8 de gener de 1843     |                                 |                                         |
| 9  |         | Francesc Vila                | 8 de gener de 1843     | 14 de març de 1844     |                                 |                                         |
| 10 |         | Bonaventura Pujol            | 14 de març de 1844     | 5 de gener de 1846     |                                 |                                         |
| 11 |         | Josep Cladellas              | 5 de gener de 1846     | 12 de setembre de 1848 |                                 |                                         |
| 12 |         | Josep Pujol                  | 12 de setembre de 1848 | 1 de juliol de 1850    |                                 |                                         |
| 13 |         | Antoni Vila                  | 1 de juliol de 1850    | 2 de març de 1852      |                                 |                                         |
| 14 |         | Antoni Borrell               | 2 de març de 1852      | 30 d'abril de 1854     |                                 |                                         |
| 15 |         | Tomàs Illas                  | 30 d'abril de 1854     | 10 de juliol de 1855   |                                 |                                         |
| 16 |         | Fèlix Ferran                 | 10 de juliol de 1855   | 1 de juliol de 1857    |                                 |                                         |
| -  |         | Joan Mutgé                   | 1 de juliol de 1857    | 2 de gener de 1859     |                                 |                                         |
| -  |         | Fèlix Ferran                 | 2 de gener de 1859     | 1 d'abril de 1861      |                                 |                                         |
| 17 |         | Andreu Duñó                  | 1 d'abril de 1861      | 10 de gener de 1863    |                                 |                                         |
| 18 |         | Ramon Vila                   | 10 de gener de 1863    | 6 de febrer de 1867    |                                 |                                         |
| 19 |         | Josep Cladellas              | 6 de febrer de 1867    | 9 de gener de 1869     |                                 |                                         |
| -  |         | Joan Mutgé                   | 9 de gener de 1869     | 14 de gener de 1869    |                                 |                                         |
| 20 |         | Antoni Subirana              | 14 de gener de 1869    | 24 d'octubre de 1869   |                                 |                                         |
| 21 |         | Salvador Mollet i Puig       | 24 d'octubre de 1869   | 20 d'abril de 1870     |                                 |                                         |
| 22 |         | Joan Comadran                | 20 d'abril de 1870     | 1 de febrer de 1872    |                                 |                                         |
| -  |         | Salvador Mollet i Puig       | 1 de febrer de 1872    | 24 d'agost de 1873     |                                 |                                         |
| 23 |         | Jaume Demiguel i Santaló     | 24 d'agost de 1873     | 13 d'octubre de 1874   |                                 |                                         |
| 24 |         | Oleguer Duñó i Lladó         | 13 d'octubre de 1874   | 16 de desembre de 1875 |                                 |                                         |
| 25 |         | Joan Pujol i Blanch          | 16 de desembre de 1875 | 1 de juliol de 1879    |                                 |                                         |
| 26 |         | Ramon Viñallonga i Rosés     | 1 de juliol de 1879    | 1 de juliol de 1881    |                                 |                                         |
| 27 |         | Joan Torrens i Baró          | 1 de juliol de 1881    | 6 de gener de 1884     |                                 |                                         |
| 28 |         | Josep Mutgé i Morral         | 6 de gener de 1884     | 1 de juliol de 1885    |                                 |                                         |
| 29 |         | Vicenç Pujol i Mutgé         | 1 de juliol de 1885    | 1 de juliol de 1887    |                                 |                                         |
| -  |         | Josep Mutgé i Morral         | 1 de juliol de 1887    | 1 de gener de 1894     |                                 |                                         |
| -  |         | Vicenç Pujol i Mutgé         | 1 de gener de 1894     | 1 de juliol de 1895    |                                 |                                         |
| 30 |         | Ramon Ros i Parellada        | 1 de juliol de 1895    | 2 de juliol de 1897    |                                 |                                         |
| 31 |         | Vicenç Riera i Duran         | 2 de juliol de 1897    | 18 de desembre de 1897 |                                 |                                         |
| 32 |         | Isidre Llargués i Puig       | 18 de desembre de 1897 | 1 de juliol de 1899    |                                 |                                         |
| 33 |         | Narcís Santamaria i Viñals   | 1 de juliol de 1899    | 1 de gener de 1906     |                                 |                                         |
| 34 |         | Frederic Ros i Sallent       | 1 de gener de 1906     | 1 de juliol de 1909    |                                 |                                         |
| 35 |         | Vicenç Pujol i Martells      | 1 de juliol de 1909    | 1 de gener de 1910     |                                 |                                         |
| 36 |         | Francesc Coll i Saladrigas   | 1 de gener de 1910     | 1 de gener de 1912     |                                 |                                         |
| 37 |         | Francesc Paradell i Suñé     | 1 de gener de 1912     | 1 de gener de 1914     |                                 | Partit Liberal Fusionista               |
| 38 |         | Joan Tura i Pedragosa        | 1 de gener de 1914     | 3 de juny de 1915      |                                 | Lliga Regionalista                      |
| 39 |         | Josep Ribas i Falguera       | 3 de juny de 1915      | 1 de gener de 1918     |                                 |                                         |
| 40 |         | Joan Moretó i Riera          | 1 de gener de 1918     | 3 de juny de 1918      |                                 | Lliga Regionalista                      |
| -  |         | Josep Ribas i Falguera       | 3 de juny de 1918      | 1 d'abril de 1918      |                                 |                                         |
| 41 |         | Joan Soler i Reguillo        | 1 d'abril de 1918      | 1 d'abril de 1922      |                                 |                                         |
| 42 |         | Ricard Canal i Puigdomènech  | 1 d'abril de 1922      | 2 d'octubre de 1923    |                                 | Lliga Regionalista                      |
| 43 |         | Joan Camps i Brunés          | 2 d'octubre de 1923    | 20 de maig de 1924     |                                 | Dictadura de Primo de Rivera            |
| 44 |         | Joan Serra i Masachs         | 20 de maig de 1924     | 27 de febrer de 1930   |                                 | Dictadura de Primo de Rivera            |
| 45 |         | Vicenç Camp i Tintó          | 27 de febrer de 1930   | 14 d'abril de 1931     |                                 | Lliga Regionalista                      |
| 46 |         | Feliu Tura i Valldeoriola    | 14 d'abril de 1931     | 24 d'octubre de 1934   |                                 | Centre Catalanista Republicà            |
| 47 |         | Joan Gay i Carné             | 24 d'octubre de 1934   | 3 de maig de 1935      |                                 |                                         |
| -  |         | Josep Ribas i Falguera       | 3 de maig de 1935      | 17 de febrer de 1936   |                                 |                                         |
| -  |         | Feliu Tura i Valldeoriola    | 17 de febrer de 1936   | 10 de gener de 1937    |                                 | Centre Catalanista Republicà            |
| 48 |         | Josep Fortuny i Torrens      | 10 de gener de 1937    | 3 de juliol de 1938    |                                 | Esquerra Republicana de Catalunya       |
| -  |         | Feliu Tura i Valldeoriola    | 3 de juliol de 1938    | 28 de gener de 1939    |                                 | Centre Catalanista Republicà            |
| 49 |         | Simeó Rabasa i Singla        | 28 de gener de 1939    | 2 de maig de 1941      |                                 | Dictadura Franquista                    |
| 50 |         | Agustí Torrents i Torruella  | 2 de maig de 1941      | 5 de març de 1942      |                                 | Dictadura Franquista                    |
| 51 |         | Pere Careta i Sans           | 5 de març de 1942      | 18 d'octubre de 1943   |                                 | Dictadura Franquista                    |
| 52 |         | Ramon Negre i Pou            | 18 d'octubre de 1943   | 28 de juny de 1952     |                                 | Dictadura Franquista                    |
| 53 |         | Jacint Maurell i Saló        | 28 de juny de 1952     | 11 de juny de 1958     |                                 | Dictadura Franquista                    |
| 54 |         | Francesc Llorens i Martín    | 11 de juny de 1958     | 1 de juliol de 1963    |                                 | Dictadura Franquista                    |
| 55 |         | Ramon Careta i Pou           | 7 de gener de 1963     | 3 de maig de 1965      |                                 | Dictadura Franquista                    |
| 56 |         | Fermí Jaurrieta i Gallego    | 3 de maig de 1965      | 26 de setembre de 1978 |                                 | Dictadura Franquista                    |
| 57 |         | Josep Ribas i Cuní           | 26 de setembre de 1978 | 19 d'abril de 1979     | Transició democràtica espanyola |                                         |
| 58 |         | Anna Bosch i Pareras         | 19 d'abril de 1979     | 7 de maig de 1983      |                                 | Partit Socialista Unificat de Catalunya |
| 59 |         | Carme Coll i Truyol          | 23 de maig de 1983     | 9 de juny de 1987      |                                 | Partit Socialista Unificat de Catalunya |
| 60 |         | Montserrat Tura i Camafreita | 30 de juny de 1987     | 21 de desembre de 2003 |                                 | Partit dels Socialistes de Catalunya    |
| 61 |         | Josep Monràs i Galindo       | 10 de gener de 2004    | 3 de juny de 2022      |                                 | Partit dels Socialistes de Catalunya    |
| 62 |         | Mireia Dionisio i Calé       | 10 de juny de 2022     | En el càrrec           |                                 | Partit dels Socialistes de Catalunya    |